# Jagdsitz Hubertushöhe

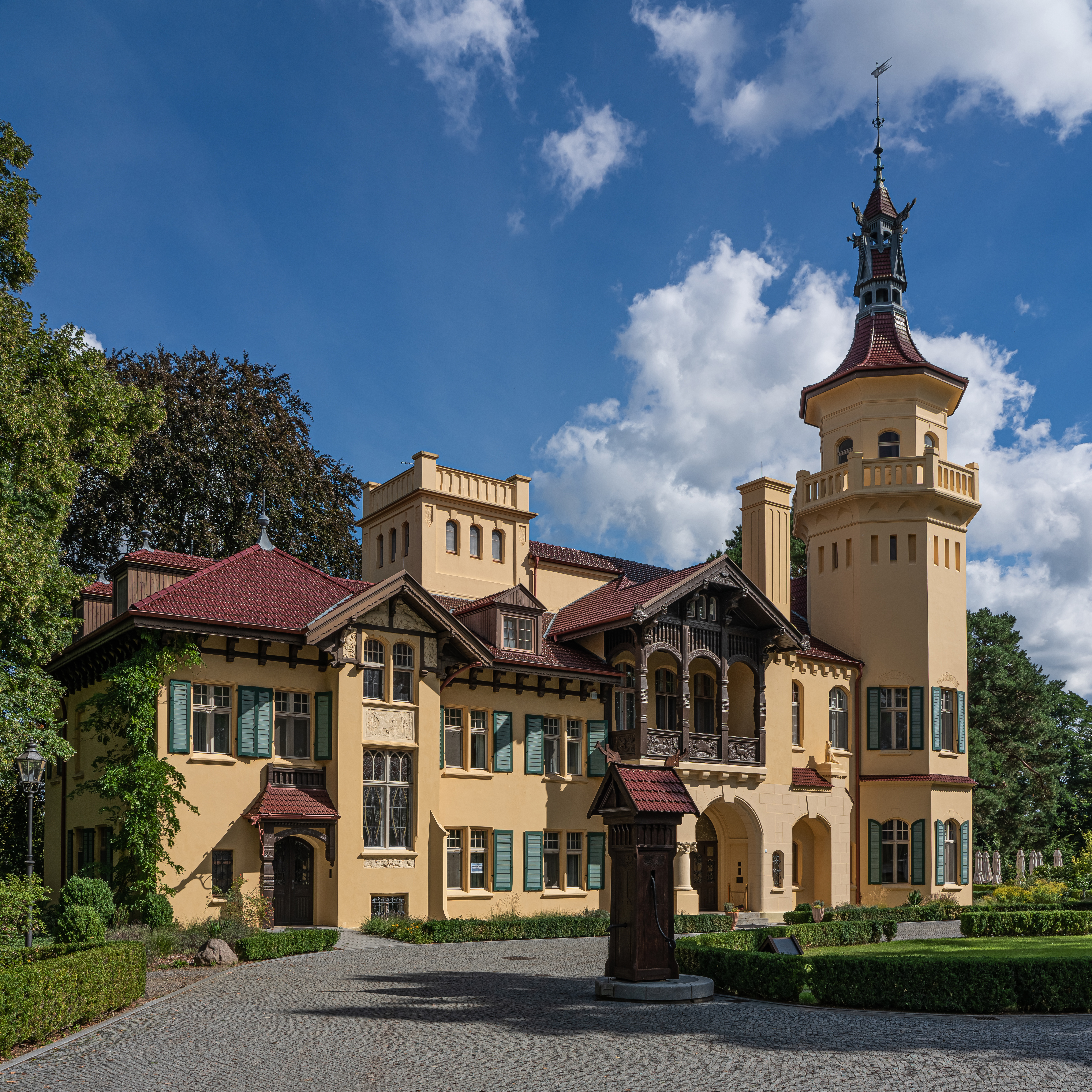
Schloss Hubertushöhe (2022)

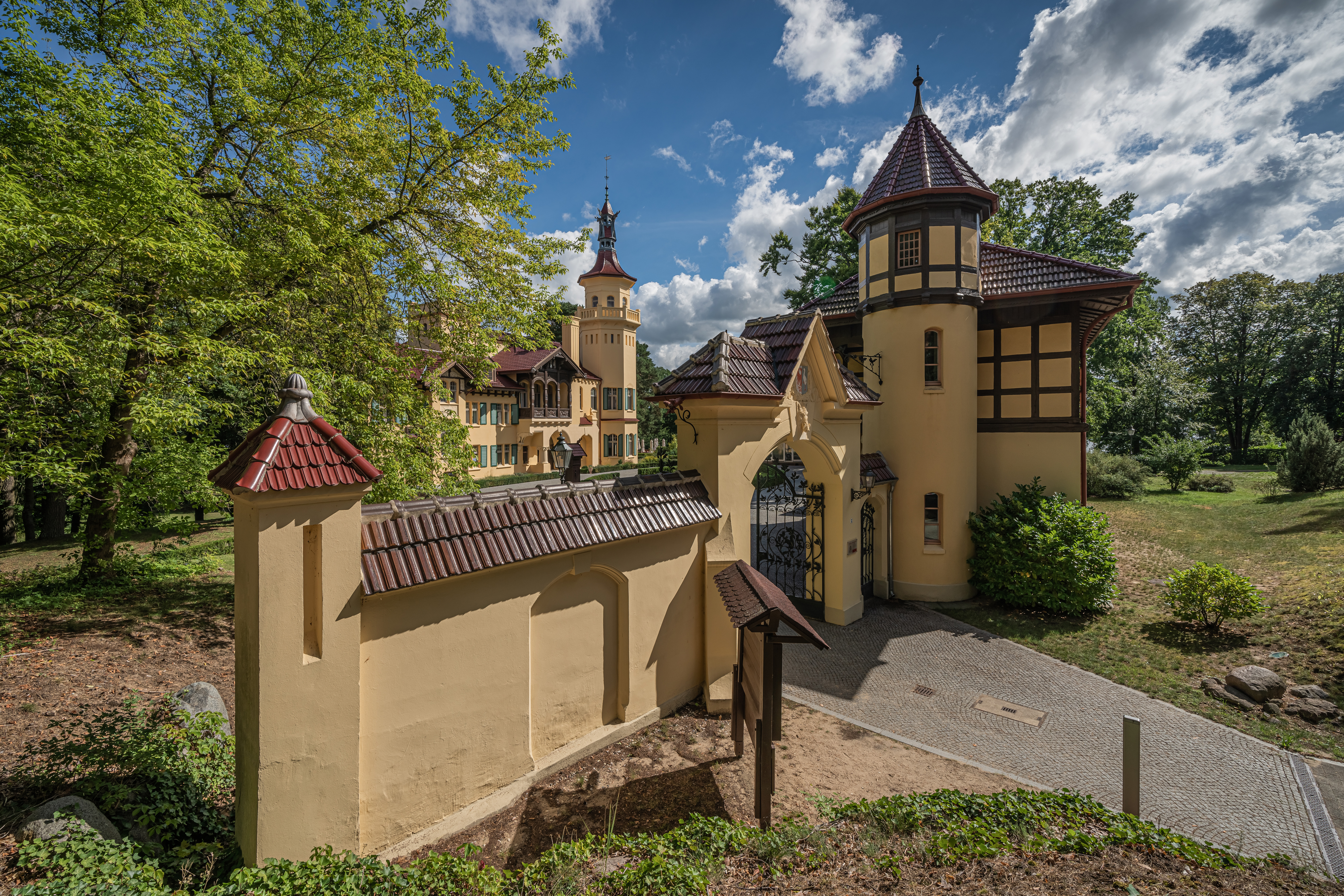
Das Tor mit dem Fachwerk-Torhaus

Der Jagdsitz Hubertushöhe bei Storkow (Mark) ist eine denkmalgeschützte historistische Anlage über dem Seeufer des Dolgensees, die von 1998 bis 2012 als 5-Sterne-Luxus-Hotel genutzt wurde.

## Baugeschichte
Das im Stil einer Burg 1899–1900 für den Berliner Druckereibesitzer und Verleger Georg Büxenstein als repräsentatives Landhaus bzw. Jagdhaus mitsamt Nebengebäuden errichtete Bauwerk verbindet Formen der Neugotik mit dem Schweizerstil. Das Anwesen wurde nach Entwürfen der Berliner Architekten Max Jacob und Georg Roensch in einem umgebenden Landschaftspark in Kombination von verputztem Mauerwerk und Sicht-Fachwerk erbaut. Wohnhaus und Wirtschaftsflügel mit Remisen liegen sich um einen zum See offenen Innenhof gegenüber. Das Haupthaus verfügt über einen Turm mit achteckigem Grundriss unter einem Spitzhelm. Die kunsthandwerkliche Dekoration des Hauses ist von jagdlichen Motiven bekannter Künstler geleitet. Die dekorativen Malereien im Inneren stammen von Julius Bodenstein, die Tiermalereien von Karl Wagner und die aus Tier- und Jagdmotiven bestehenden Schnitzarbeiten in Diele und Speiseraum von dem Bildhauer Gotthold Riegelmann.
Der Bauherr des Anwesens verkaufte es 1916. 
Im NS-Staat diente es dem BDM als Gauschulungsburg.
Von Anfang der 1950er Jahre bis 1989 wurde die Hubertushöhe als Ingenieurschule für Binnenfischerei der DDR genutzt.
Das Anwesen wurde nach 1990 von der Treuhandanstalt privatisiert und wurde nach der Sanierung von 1998 bis ca. 2011 als Hotel mit 23 Suiten und Zimmern sowie Restaurant unter dem Namen Schloss Hubertushöhe betrieben. An dem zum Schloss gehörenden Hafen befindet sich ein kleines Restaurant.
Am 14. Februar 2012 wurde gegen die Betriebsgesellschaft, die Hotel Schloss Hubertushöhe GmbH, wegen Zahlungsunfähigkeit und Überschuldung am Amtsgericht Frankfurt (Oder) das Insolvenzverfahren eröffnet. Hotel und Restaurant werden nicht wieder eröffnet. Im Frühjahr 2012 übernahmen die Unternehmer-Brüder Opolka das Anwesen. Das Schloss soll zum „Kunst- und Literaturpark Hubertushöhe“ werden (Stand Mai 2020). Stand April 2025 wird das Schlossgebäude nur für Hochzeiten, Tagungen und besondere Veranstaltungen geöffnet. Der Schlosspark ist in den Sommermonaten öffentlich zugänglich. 

## Verkehrsanbindung
Das Hotel liegt rund 68 km südöstlich von Berlin, unweit der Bundesstraße 246 zwischen Storkow und Beeskow. Es ist auch über den nahe gelegenen Haltepunkt Hubertushöhe an der Bahnstrecke Königs Wusterhausen–Grunow erreichbar.
Der Dolgensee ist Teil des Storkower Kanals und der Dahme-Wasserstraße, so dass für die zum Jagdsitz Hubertushöhe gehörende Marina eine Verbindung sowohl nach Berlin wie auch über die Schleuse in Wendisch Rietz zum Scharmützelsee besteht.